# عملية محرم
عملية محرم (بالفارسية: عمليات محرم) كانت سلسلة من أربع عمليات إيرانية في منطقة العمارة خلال الحرب العراقية الإيرانية، بقيادة حسن باقري. ولم تتمكن القوات الإيرانية من تحقيق تقدم كبير داخل الأراضي العراقية، واكتفت بمكاسب صغيرة. وتمكنت القوات العراقية من صد الهجمات الإيرانية باتجاه مدينة العمارة.
بدأت العملية في الأول من نوفمبر عام 1982 عند الساعة 22:08 بالرمز "لا حول ولا قوة إلا بالله؛ يا زينب الكبرى". وكان الهدف من هذه العملية هو تحرير الأراضي الإيرانية المحتلة في محيط تلال حمرين جنوب دهلران والمنطقة الواقعة بين فكة ودهلران.
وتُعرف عملية محرم بأنها واحدة من العمليات التي أجرتها إيران خارج حدودها؛ حيث خُطط لها للتوغل في الأراضي العراقية، إلى جانب خطة تحرير الأراضي الإيرانية المحتلة. وكان نطاق العملية محدودًا من الشرق بنهر الدويريج، ومن الغرب بالمرتفعات الحدودية لتلال حمرين. واعتُبرت هذه العملية بمثابة استكمال لعملية الفتح المبين.
وزعمت الصحف الإيرانية أنه في نهاية عملية محرم، نجحت إيران في تحرير منطقة نفط بيّات، ونهر الأنبار، وموسيان، وغيرها من المناطق، إلى جانب استعادة 550 كيلومترًا من الأراضي الإيرانية. كما تم أسر 2,350 جنديًا عراقيًا، وإصابة أو مقتل 6,000 من العراقيين، إلى جانب خسائر أخرى في صفوف الجيش العراقي.